# Certonotus vestigator
Certonotus vestigator là một loài tò vò trong họ Ichneumonidae.